# تودور ایوانچوف
تودور ایوانچوف (بلغاری: Тодор Иванчов؛ ۱۸۵۸ – دسامبر ۱۹۰۵) یک سیاست‌مدار اهل بلغارستان بود. او که از طرفداران واسیل رادوسلاوف بود، از 13 اکتبر 1899 تا 25 ژانویه 1901 به عنوان نخست وزیر بلغارستان خدمت می کرد.
وی در ولیکو تارنوو متولد شد و در کالج رابرت و در مونپلیه تحصیل کرد و در رشته اقتصاد تخصص داشت. وی به عنوان سردبیر تعدادی از روزنامه‌های بلغارستان خدمت کرد و در سال 1885 به کوشش کابینه به سرپرستی پتکو کاراولف، به عنوان وزیر روشنگری ملی انتخاب شد. وی هنگامی که در سال 1899 به نخست وزیری انتخاب شد، وزیر آموزش و پرورش بود.
ایوانچف در دوران نخست وزیری خود، نقش وزیر دارایی را نیز بر عهده داشت. او یک سری اصلاحات را برای بهبود خدمات ملکی وضع کرد. با این حال او را یک رهبر ضعیف می‌دانستند.
در سال 1903 وی به دلیل نقض قانون اساسی در حالی که یکی از اعضای کابینه رادوسلاوف بود، توسط دادگاه دولت محاکمه شد. وی که به هشت ماه زندان محکوم شده بود، بعداً مورد عفو قرار گرفت.